# Hilary Mantel
Hilary Mantel   (Glossop, 6 de juliol de 1952 - Exeter, 22 de setembre de 2022) fou una escriptora anglesa, que ha estat premiada, en dues ocasions, amb el Premi Booker.

## Biografia
Nascuda en una família catòlica, d'origen irlandès, els seus pares (Henry Thompson and Margaret Mary Thompson) es van separar, i Hilary va adoptar el cognom del seu padrastre (Jack Mantel). Va estudiar Dret a la Universitat de Sheffield. El 1973 es va casar amb Gerald McEwen, geòleg, amb el qual va anar a viure uns anys a Botswana i a Aràbia Saudita, fins al 1980, que van tornar al Regne Unit. L'any 1985 va publicar la seva primera novel·la. Entre 1987 i 1991 va treballar com a crítica de cinema per a The Spectator. L'any 1988 va publicar Eight Months on Ghazzah Street , situat a Jiddah. El 1989, va publicar Fludd, situat en un poblet del nord d'Anglaterra i que va ser guardonat mb diversos premis. Amb Place of Greater Safety, publicada el 1992 i situada en el període de la Revolució Francesa, va guanyar el Sunday Express Book of the year. El 1994 va publicar A Change of Climate, la història d'una parella de missioners que s'han d'enfrontar amb la mort del seu fill. A The Giant, O'Brien (1998) explica la història de Charles O'Brien, que deixa la seva casa a Irlanda per fer fortuna en una atracció de fira a Londres. El 2003 va publicar el llibre de memòries Giving Up the Ghost: A Memoir i el de contes Learning to Talk: Short Stories. El 2006 va publicar Beyond Black, narrant la història de l'Alison, una mèdium. Aquest mateix any va rebre l'orde de l'Imperi Britànic.
El seu èxit més gran va arribar amb Wolf Hall, una novel·la històrica situada en el regnat d'Enric VIII i centrada en el personatge de Thomas Cromwell, que va ser guardonada amb el Premi Booker del 2009. La continuació d'aquesta novel·la, publicada el 2012, amb el títol Bring Up the Bodies, va ser guardonada també amb el Premi Booker d'aquell mateix any. Hilary es va convertir en la primera dona i el primer escriptor britànic que aconseguia guanyar dues vegades aquest premi. Mentre treballa en la tercera part de la trilogia, que es titularà The Mirror and the Light ha publicat The Assassination of Margaret Thatcher and Other Stories (2014), un llibre de relats curts.

## Obres

### Novel·les
- Every Day is Mother's Day (1985)
- Vacant Possession (1986)
- Eight Months on Ghazzah Street (1988)
- Fludd (1989)
- A Place of Greater Safety (1992)
- A Change of Climate (1994)
- An Experiment in Love (1995)
- The Giant, O'Brien (1998)
- Beyond Black (2005)
- Wolf Hall (2009)
- Bring Up the Bodies (2012)
- The Mirror and the Light (2020)

### Contes
- Learning to Talk (2003)
- The Assassination of Margaret Thatcher and Other Stories (2014)

### Memòries
- Giving Up the Ghost (2003)

## Premis
- Shiva Naipaul Memorial Prize (França), 1987
- Winifred Holtby Memorial Prize (Regne Unit), 1989
- Cheltenham Prize (Regne Unit), 1990
- Southern Arts Literature Prize, 1990
- Sunday Express Book of the Year, 1992
- Hawthornden Prize (Regne Unit), 1996
- Finalista del Commonwealth Writers Prize, 2006
- Finalista del Orange Prize sea Fiction, 2006
- Orde de l'Imperi Britànic (Regne Unit), 2006
- Premi Booker (Regne Unit), 2009
- Premi Booker (Regne Unit), 2012